# Ząbrowo (Pomeransko Vojvodstvo)
Ząbrowo (njem.: Sommerau) je selo u sjevernoj Poljskoj, u Pomeranskom vojvodstvu, kotar (povjat) Malbork u općini Stare Pole.
Broj stanovika je 423.